# 華清池 (香港)
香港華清池是20世紀50年代前，位於香港的九龍之上元嶺的淡水游泳池，它由香港商人盧介石及吳文山等出資，由「中國健身會」營運，修建於二次世界大戰後，在1948年8月29日（星期日）的下午3時，在大雨滂沱中舉行開幕典，由當年破全中華民國紀錄的「勵進團」團員黃婉貞小姐剪綵，並由「居聯會智泳團」及「青年會泳團」客串表演游泳節目至下午5時。每年中秋節舉辦連續三天的「中秋水藝會」。

## 事件
- 1949年2月19日（星期六）的下午4時30分，西端更衣室突然起火，火乘風勢，15分鐘後燃著整個泳棚，黑煙沖天。起初由鄰近的數位村民協助救火；下午4時55分由啟德機場的兩輛消防車加入救火；下午5時由旺角增援兩輛消防車，才把火撲滅，然而「華清池」泳棚已幾乎盡毀[3]。

- 從新修建，一切設備均比從前優勝，1949年5月29日(星期日)早上10時開放，下午2時由「中健泳團」擔任『水上游藝會』[4]。

- 華清池在1950年9月2日（星期六）舉行「水藝會」，由「白鯊團」表演，陳超祥表演蝴蝶式[5]。

- 根據香港的華僑日報在1949年2月初版的的《香港年鑑》第地五頁及1950年8月初版的《香港、九龍、新界旅行手冊》第25頁的綜合記載，鑽石山得名於鳳凰溪中的鵝卵石，這種石塊無慮幾萬，山泉沖刷，水聲淙淙，遊者在清澈的山泉中，少不得除下鞋襪，濯足一下。

- 在稅關道（即現在的清水灣道）路口下車走幾分鐘到西邊，渡過小橋，就是鑽石山的東面山腳，舊有的「陳七花園」（Chan Cha Garden）就是現在的「志蓮淨苑」，離它下方不遠就是鑿山而成的「華清池」了，戰前有一個時期，「志蓮淨苑」的放生池部份由別人承租，作為山水泳池，設有更衣室等。戰時「志蓮淨苑」部分被拆，戰後重建紅牆綠瓦，富東方色彩，設義學，但池塘已經荒廢，滴水全無，蔓生野草了。

- 鑽石山東西兩邊都有溪澗。西邊一條，是「鳳凰溪」，流入竹園洞的「鳳凰池」，水源極佳。東邊的一條，在「志蓮淨苑」及「華清池」的東側經過，以前「志蓮淨苑」的池塘和現在的「華清池」，都是這條水源。

## 設施
- 混凝土游泳池
  - 長：25公尺，闊：20公尺，東端設跳水木板，用瓦筒接駁山間經消毒的溪澗水入池。
- 更衣室
  - 場內右邊設有間格之房座十多個竹棚，給家庭泳客使用。

## 入場費[1]
- 「中國健身會」會員憑會員証免費使用；
- 其他人士港幣五毫（50 cents）。

## 外部連結

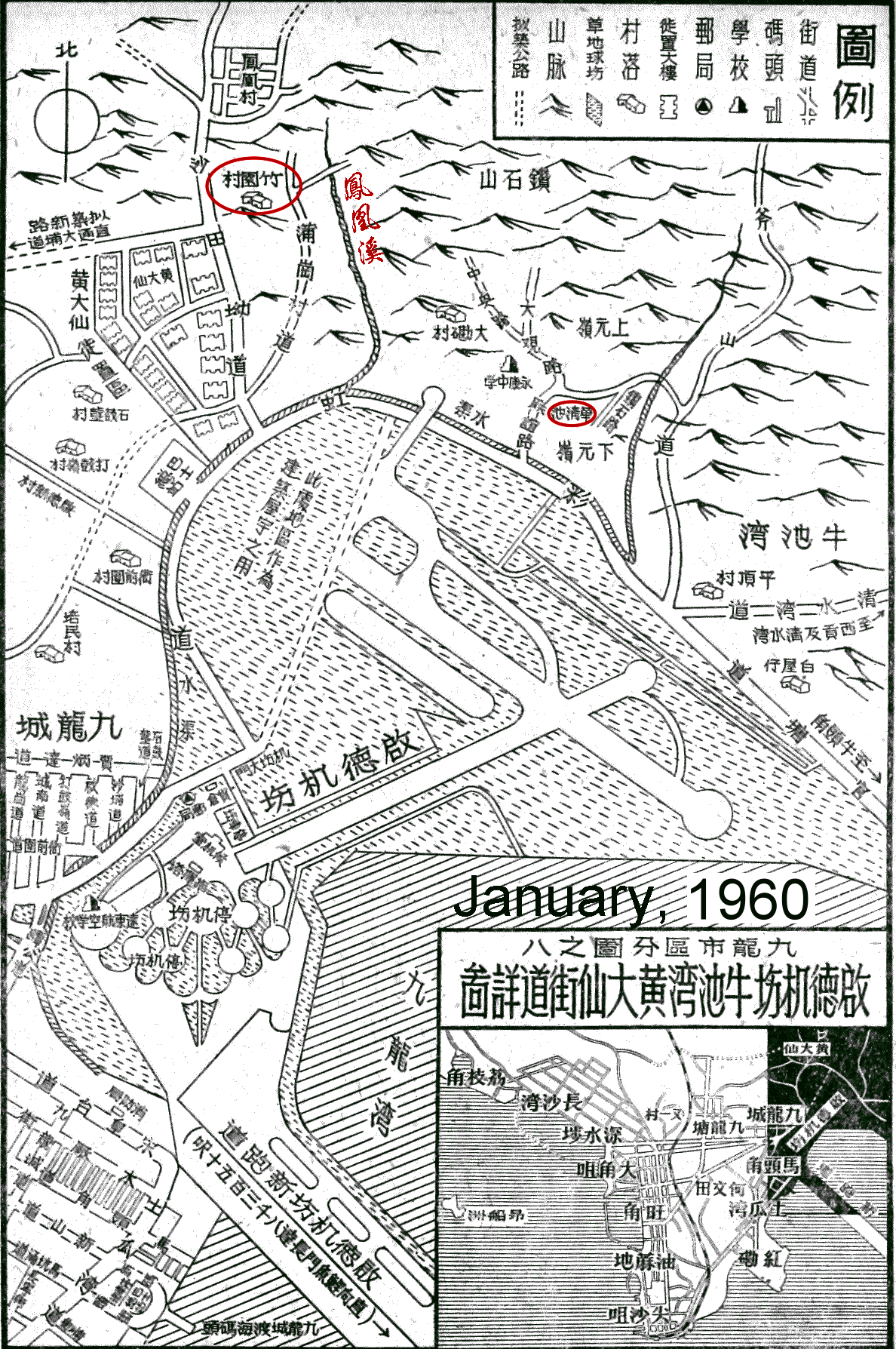
香港九龍上元嶺的華清池淡水遊泳池之位置圖(1960年1月)

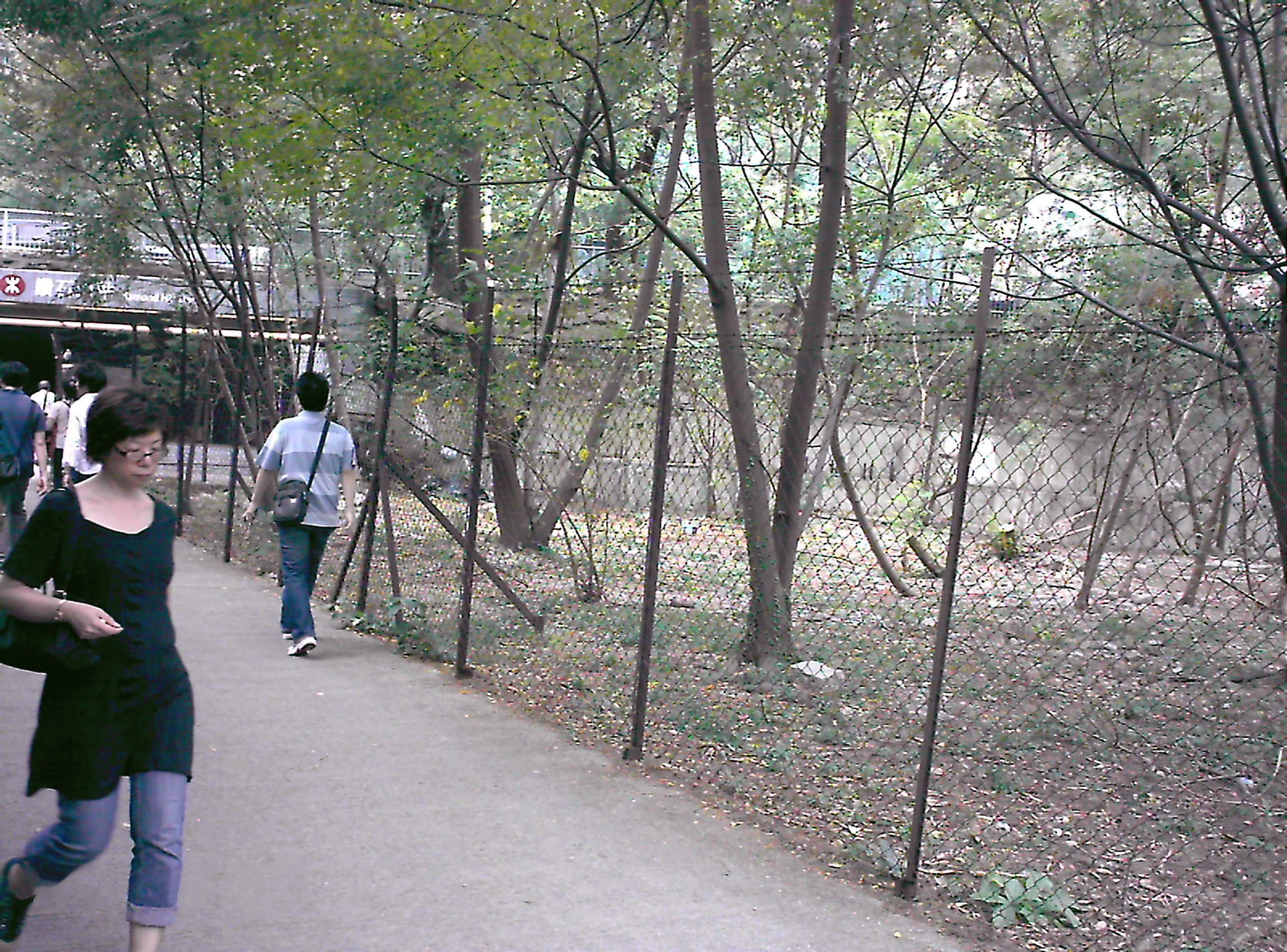
香港九龍上元嶺的華清池淡水游泳池之遺址(2008年11月)

- 香港九龍鑽石山：華清池(Wah Ching Chi)山水游泳場的遺址的影像(2008年11月) （页面存档备份，存于）